# アラン・シャペル
アラン・シャペル（Alain Chapel、1937年11月30日 - 1990年7月10日）は、フランスのシェフ。「料理界のダ・ヴィンチ」と呼ばれた。

## 略歴

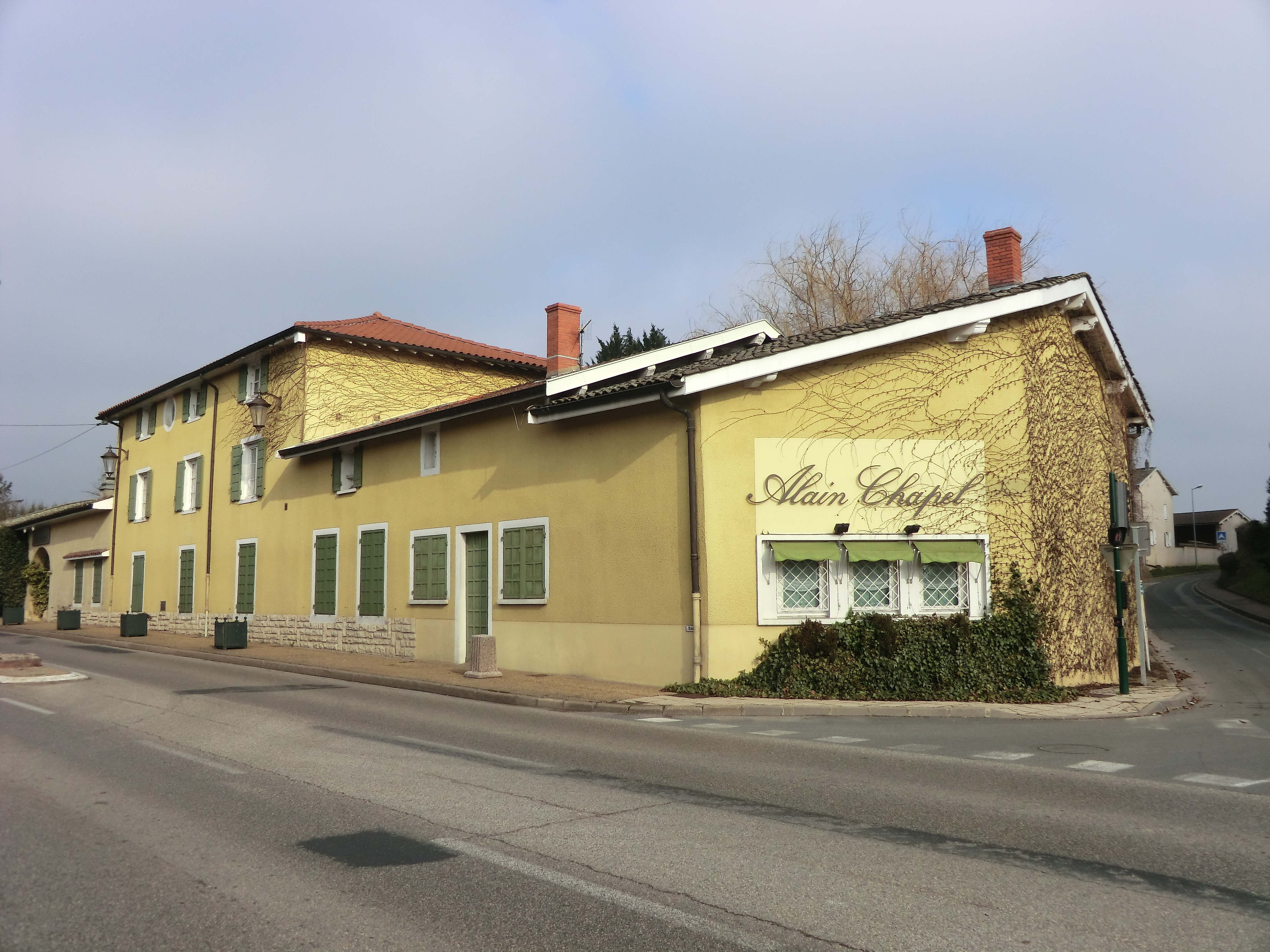
ミオネにあるレストランアラン・シャペル、現在は閉業。

リヨンの料理人ジャン・ビニャールの下で、次にヴィエンヌにあるフェルナン・ポワンのレストランで働いた。
1967年、ミオネにある両親のレストラン「メール・シャルル」で料理の指揮をとる。
1969年からミシュランガイドの2つ星になり、彼は1973年に国家最優秀職人章（Meilleur Ouvrier de France）を受章した。
1973年には、ミシュランガイドの三ツ星を獲得した。
1980年に、店名を「アラン・シャペル」に改めた。
彼は1990年7月10日、アヴィニョンで急死した。 死因は脳卒中であった。残された家族には妻のシュザンヌと2人の息子、ダヴィッドとロマンがいた。
彼の死後、妻シュザンヌは、アラン・シャペルの指導を受けたフィリップ・ジュスから料理に関する支援を受けながら切り盛りしていく。しかし、レストランアラン・シャペルは2012年2月に閉店した。シェフのフィリップ・ジュス、そしてシャペルの息子のロマンのもとで、レストランは2012年に閉店するまでミシュランの2つ星を維持していた。
亡骸はリヨンのクロワ・ルース墓地に埋葬されている。

## 日本との関わり
1981年に神戸ポートピアホテルに「アラン・シャペル」の唯一の支店を出店した。シャペル本人の没後も引き続き営業されたが、ミオネの本店が閉店した後、この店も2012年3月に閉店した。またこの支店では、シャペルの弟子で、後にハウステンボスの総料理長を務めた上柿元勝がシェフを務めた。
1984年10月10日に、京王プラザホテルのフレンチレストラン「アンブローシア」で、「アラン・シャペルの味を楽しむ会」が開催された。
また、シャペルに師事した日本人シェフとして、音羽和紀がいる。音羽は1970年代に3年間師事し、後述するシャペルの本の翻訳を行っている。
1987年、西原金蔵が、アラン・シャペル本人からのオファーでフランス・ミオネにある「Alain CHAPEL」にて日本人初となる3つ星レストランのシェフ・パティシエに就任。シャペルから絶大なる信頼を得て、ミオネの本店はもちろん、世界中で行われたシャペルのフェアでも活躍する。

## 著書
『新フランス料理　アラン・シャペルの味　料理　ルセットを超えるもの』（音羽和紀訳、柴田書店、1982年/復刻ドットコム、2016年）